# Șelestivka, Milove
Șelestivka (în ucraineană Шелестівка) este un sat în comuna Morozivka din raionul Milove, regiunea Luhansk, Ucraina.

## Demografie
Componența lingvistică a localității Șelestivka
     Ucraineană (95,47%)
     Rusă (4,23%)
Conform recensământului din 2001, majoritatea populației localității Șelestivka era vorbitoare de ucraineană (95,47%), existând în minoritate și vorbitori de rusă (4,23%).